# 苏翊鸣
苏翊鸣（2004年2月18日—），中国吉林省吉林市人，中国男子单板滑雪运动员和前童星。

## 早年
苏翊鸣于2004年出生于一个体育爱好者家庭，也正是在这样的环境中从小接触了冰雪运动。先后就读于吉林市万达实验小学校、吉林市第九中学、吉林市第一中学和成都市实验外国语学校温江校区。苏翊鸣4岁开始练习滑雪，并热衷于单板滑雪。2010年苏翊鸣在一场单板推广活动上结识单板选手马克·麦克莫里斯，并视之为偶像。在7岁开始专业训练。因一段在网上发布的滑雪视频，苏翊鸣被著名导演徐克选中，出演《智取威虎山》中的“姜栓子”一角，之后又出演了《林海雪原》《生逢灿烂的日子》《摇滚小子》《狼殿下》等多部影视作品。

## 职业生涯
2015年在中国成功申办2022年冬奥运动会之际，苏翊鸣开始考虑走职业运动员的道路。在14岁时苏决定成为职业滑手，并备战北京冬奥会，也是在这之后从师佐藤康弘教练。
2019年2月，苏翊鸣代表山西队参加第二届全国青年运动会单板滑雪比赛，并取得单板滑雪男子大跳台冠军和单板滑雪男子坡面障碍技巧项目冠军。12月沸雪世界杯在北京召开，首个比赛日的男子单板项目比赛中苏翊鸣取得11位的成绩，未能晋级。
2021年夏季和冬季期间，苏翊鸣分别在四川成都和加拿大卡尔加里进行封闭训练，并以视频形式接受佐藤教练指导。2021年10月28日，苏翊鸣在奥地利斯图拜滑雪公园的训练中成功完成Bs 1980 Indy Crail（内转1980抓板）超高难度动作，成为全球首个完成该动作的运动员，也是进入1980俱乐部最年轻的单板滑雪运动员，获得吉尼斯世界纪录认证。2021年12月5日，苏翊鸣於单板滑雪和自由式滑雪世界杯美国斯廷博特站获得男子单板滑雪大跳台冠军。
2022年，苏翊鸣代表中国参加2022年冬季奥林匹克运动会，2月7日摘得单板滑雪坡面障碍技巧银牌。赛后裁判被指做出了对苏翊鸣不利的判決，引发议论。2022年2月15日，苏翊鸣在距自己18岁生日只有三天时，夺得冬奥会单板滑雪男子大跳台冠军，成为中国首个单板滑雪奥运冠军，并以17岁362天的年龄成为中国最年轻的冬奥冠军。
2022年4月8日被国务院评为北京冬奥会、冬残奥会突出贡献个人。